# São João dos Caldeireiros
 São João dos Caldeireiros ist ein Ort und eine Gemeinde (freguesia) im Baixo Alentejo in Portugal im Bezirk von Mértola, mit einer Fläche von 104,0 km² und 442 Einwohnern (Stand 19. April 2021). Dies entspricht einer Bevölkerungsdichte von 4,3 Einw./km².